# Chōzubachi

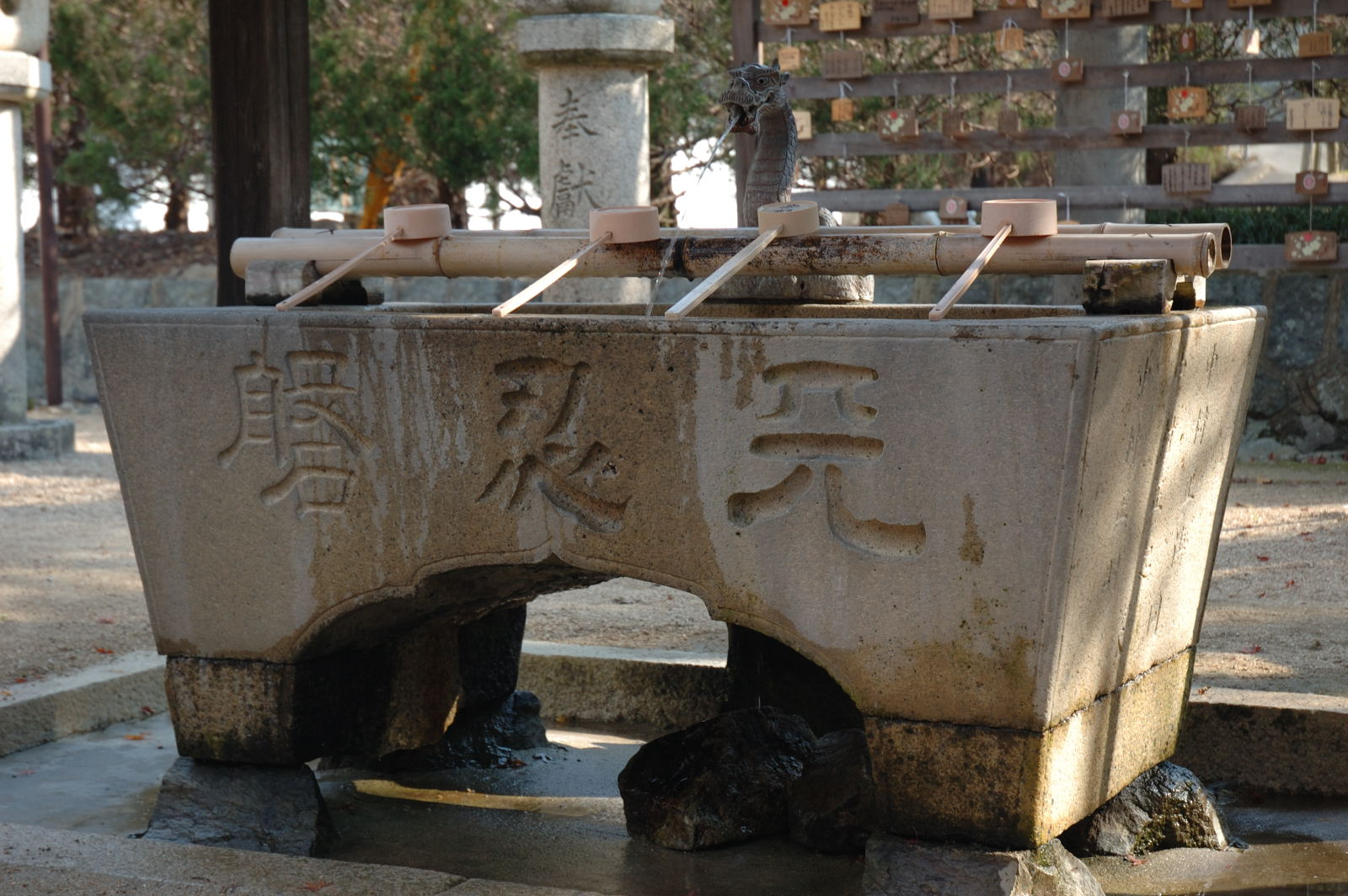
Chōzubachi.

Un chōzubachi (手水鉢) est un réceptacle conçu à l'origine pour mettre à la disposition des fidèles de l'eau destinée au rinçage de la bouche et au nettoyage du corps avant d’adorer les kamis ou les Bouddhas.
Il a ensuite évolué pour devenir ce qu'on appelle un tsukubai (蹲踞) et faire partie des installations de la cérémonie japonaise du thé situées à proximité des maisons de thé.

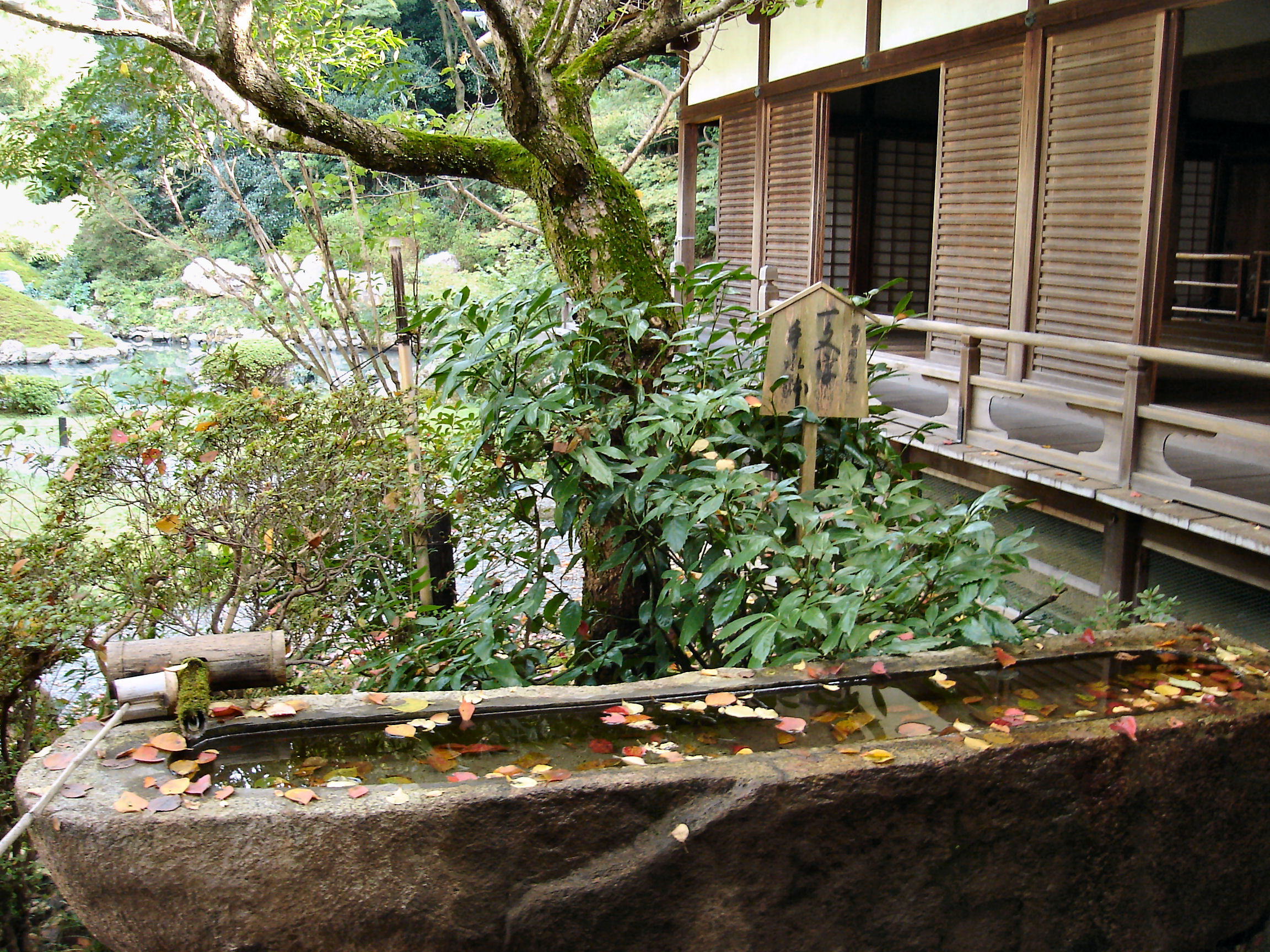
Un chōzubachi.
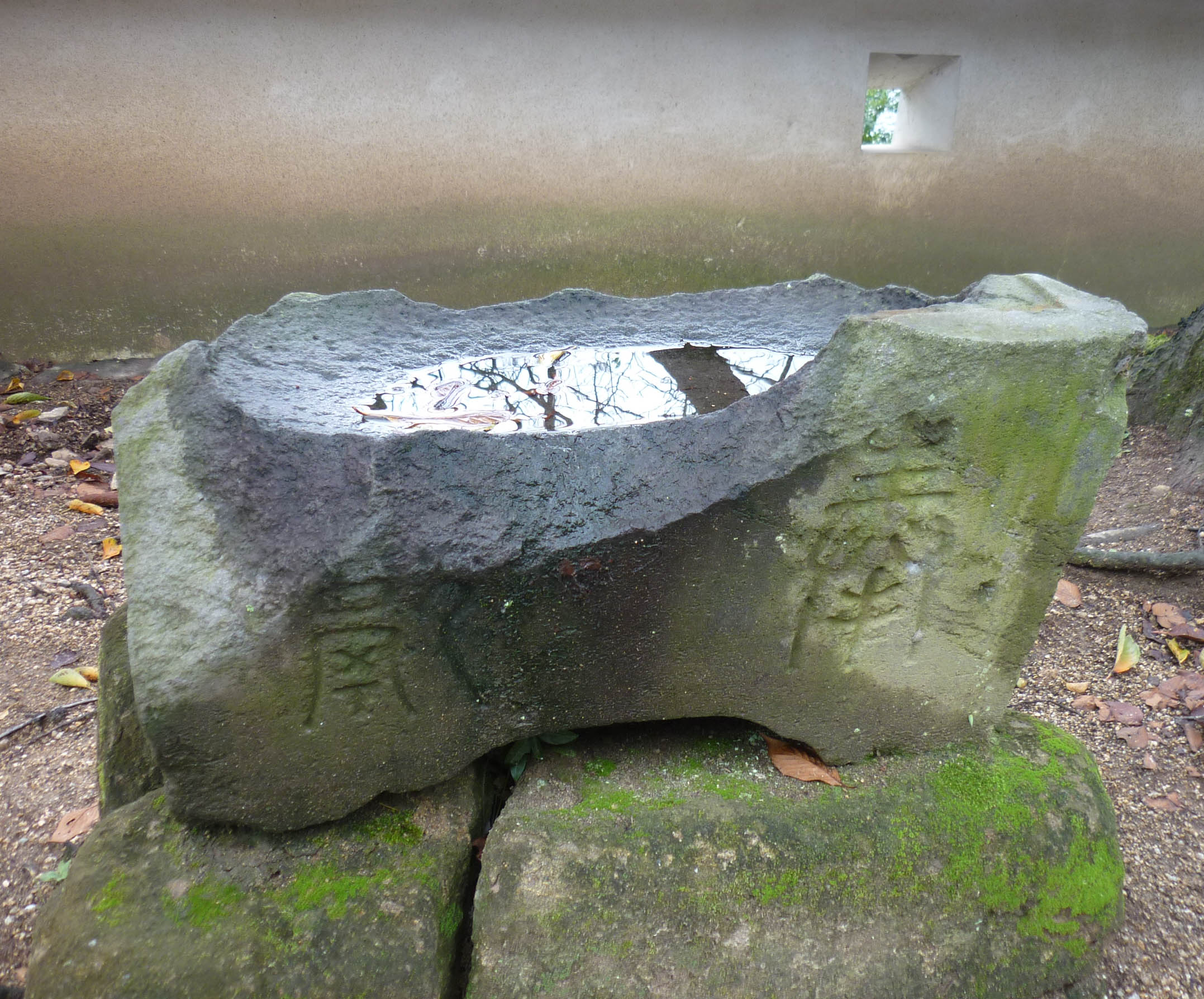
Au château de Tatsuno.
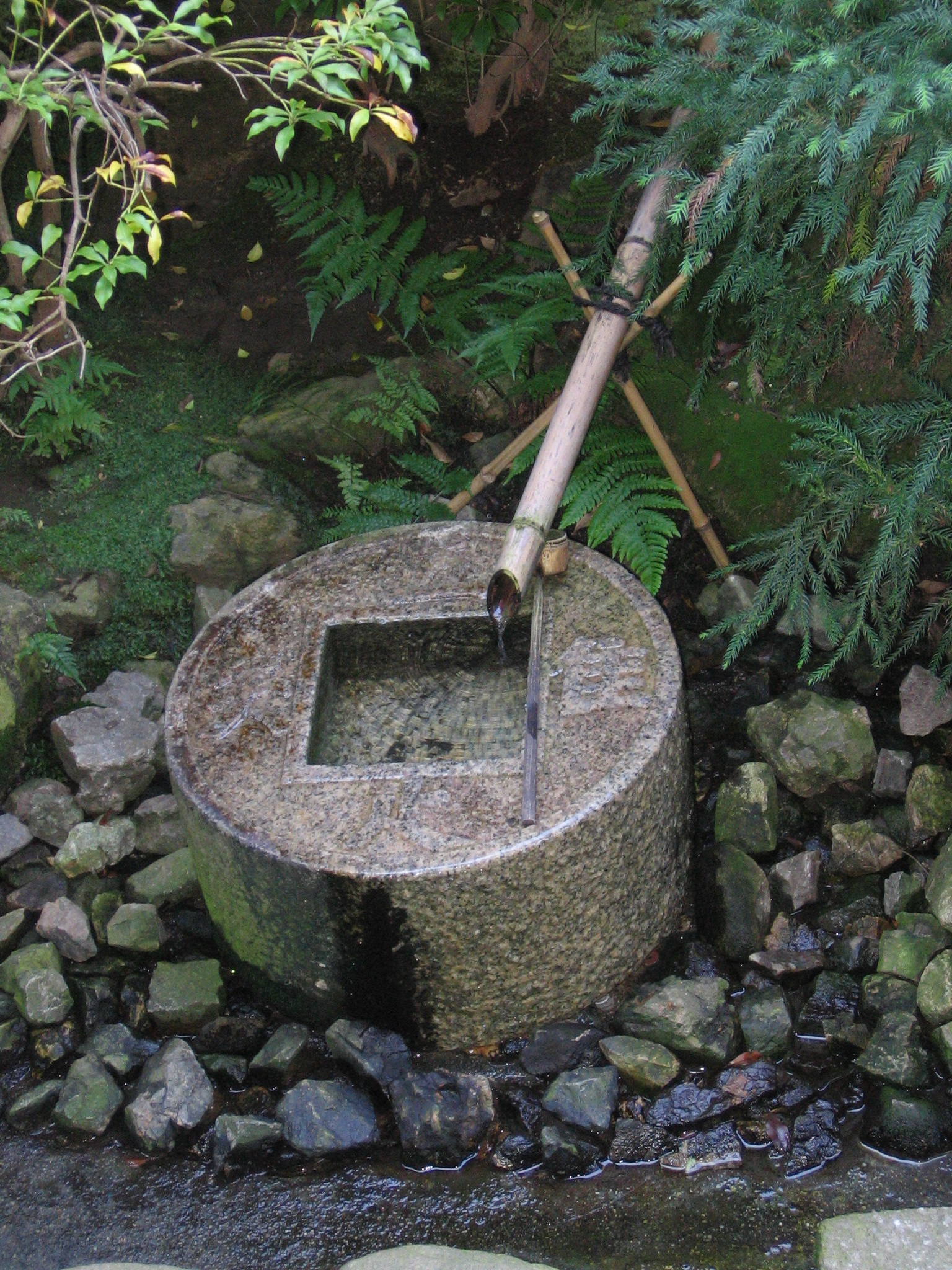
Un tsukubai.